# Friedrich Wilhelm II. (Mecklenburg)

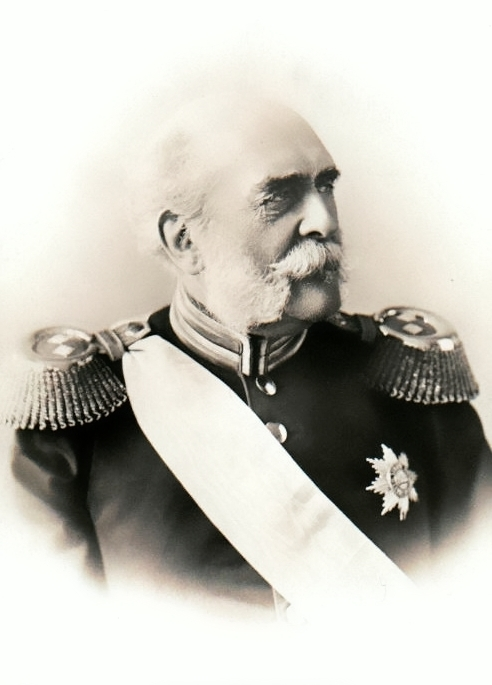
Großherzog Friedrich Wilhelm (II.)

Friedrich Wilhelm (II.), Großherzog von Mecklenburg [-Strelitz] (* 17. Oktober 1819 in Neustrelitz; † 30. Mai 1904 ebenda; vollständiger Name: Friedrich Wilhelm Karl Georg Ernst Adolf Gustav) war von 1860 bis 1904 Großherzog von Mecklenburg im Landesteil Mecklenburg-Strelitz.

## Leben

### Herkunft

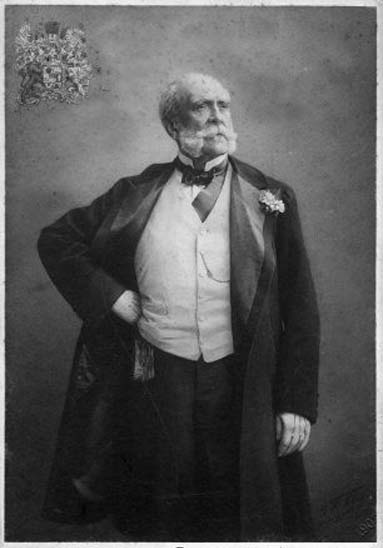
Großherzog Friedrich Wilhelm

Friedrich Wilhelm (II.) war der älteste Sohn des Großherzogs Georg (1779–1860) und dessen Frau Marie (1796–1880), Tochter des Kurfürsten Friedrich III. von Hessen-Kassel und der Karoline Polyxena von Nassau-Usingen. Seine Großeltern väterlicherseits waren Herzog Karl (Ludwig Friedrich) (Erbprinz, später als Großherzog Karl II. Regent von Mecklenburg-Strelitz) und Prinzessin Friederike von Hessen-Darmstadt.
Friedrich Wilhelm war durch seine Herkunft mit vielen regierenden Fürsten eng verwandt. So waren die preußischen Könige Friedrich Wilhelm IV. und Wilhelm I., der hannoversche König Georg V. und die Herzöge Joseph und Georg von Sachsen-Altenburg seine Vettern väterlicherseits. 

### Jugend und Familie
Friedrich Wilhelm verbrachte seine Jugend in Neustrelitz und studierte von 1837 bis 1839 Geschichte und Rechtswissenschaften in Bonn. Nach Beendigung seines Studiums ging er auf Kavalierstour nach Italien und in die Schweiz. Bei einem Verwandtenbesuch im Oktober 1842 in England lernte er seine Cousine (ersten Grades) Prinzessin Augusta Karoline von Cambridge (1822–1916), Prinzessin von Großbritannien, Irland und Hannover, die ältere Tochter von Adolphus Frederick, 1. Duke of Cambridge und Vizekönig des Königreichs Hannover und seiner Gattin Auguste von Hessen, kennen. Am 28. Juni 1843 heirateten sie in der Kapelle des Buckingham Palastes in London. Aus der Ehe gingen drei Söhne hervor:
- Sohn, Totgeburt (*/† 1843)[2]
- Friedrich Wilhelm (*/† 13. Januar 1845)[3][4]
- Adolf Friedrich (V.) (1848–1914) ⚭ 1877 Prinzessin Elisabeth von Anhalt-Dessau (1857–1933).

### Regierungsgeschäfte
Mit dem Tod seines Vaters am 6. September 1860 übernahm der inzwischen erblindete Friedrich Wilhelm die Regierungsgeschäfte in Mecklenburg-Strelitz (durch einen alten Fehler der mecklenburgischen Regentenzählung taucht sein Name in der Literatur stets ohne dynastische Zählung auf, während er eigentlich Friedrich Wilhelm II. ist). Seine Regierungszeit war geprägt durch an Geiz grenzende Sparsamkeit bei allen öffentlichen Ausgaben. Notwendige Investitionen in Wirtschaft, Infrastruktur und Bildung unterblieben weitgehend. Darüber stagnierten moderne Entwicklungen oder hielten nur zögerlich Einzug. Durch diese Politik konnten zwar über Generationen angehäufte Schuldenberge des Fürstenhauses abgetragen werden. Das Land entwickelte sich jedoch zu einem der rückständigsten deutschen Territorien, in das einer Anekdote zufolge Reichskanzler Otto von Bismarck im Falle des Weltuntergangs fliehen wollte, weil hier die Welt seiner Meinung nach fünfzig Jahre später untergehen würde.

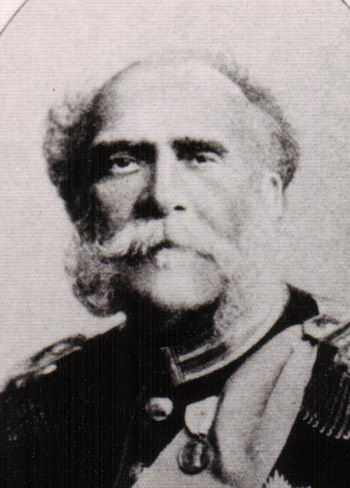
Großherzog Friedrich Wilhelm

Friedrich Wilhelm war als größter Grundbesitzer seines Herrschaftsgebiets in ein System der feudalen landständischen Verfassung Mecklenburgs eingebunden, in dem die beiden Landesherren nur begrenzte Handlungsspielräume hatten. Während seiner Regentschaft wurden beide Landesteile von Mecklenburg Mitglieder des Deutschen Bundes und ab 1871 Glieder des Deutschen Reichs. Bei der Kaiserproklamation in Versailles am 18. Januar 1871 ließ er sich von seinem Sohn Adolf Friedrich vertreten. Die preußenfeindliche Haltung Friedrich Wilhelms führte zu erheblichen politischen Spannungen und Differenzen im jungen Kaiserreich. Zeitweilig wurde auf Reichsebene sogar seine Absetzung als Strelitzer Regent erwogen.
Durch das rigide Finanzgebaren wuchs in seiner Regierungszeit das Vermögen des Familienfideikommisses – des so genannten Blinden Hausschatzes –, das seinen Enkel und letzten Großherzog von Mecklenburg in Mecklenburg-Strelitz Adolf Friedrich VI. zu einem der reichsten deutschen Fürsten machte. Anlässlich der Diamantenen Hochzeit Friedrich Wilhelms 1903 wurde jedem Bürger des Großherzogtums aus öffentlichen Kassen 25 Pfennig ausbezahlt.

## Auszeichnungen
- Am 12. August 1862 wurde ihm von seiner Cousine (zweiten Grades), Königin Victoria von Großbritannien und Irland, der Hosenbandorden verliehen.

## Galerie

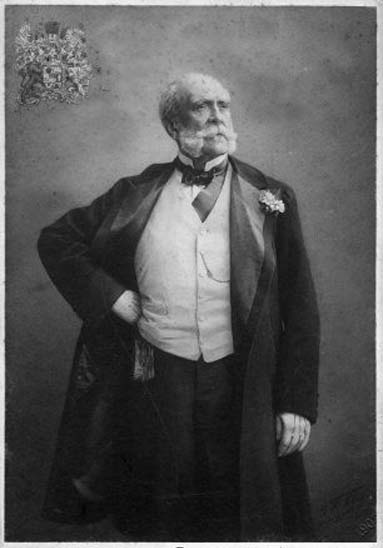
Großherzog Friedrich Wilhelm
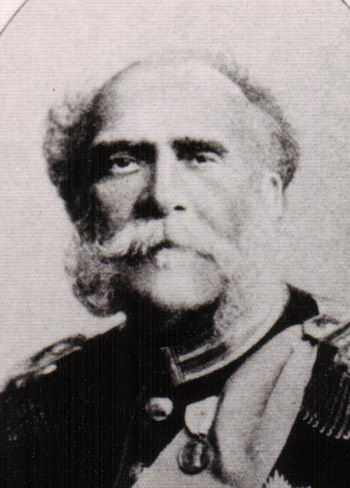
Großherzog Friedrich Wilhelm
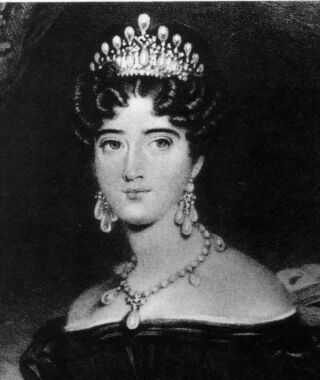
Prinzessin Augusta Karoline, die spätere Großherzogin
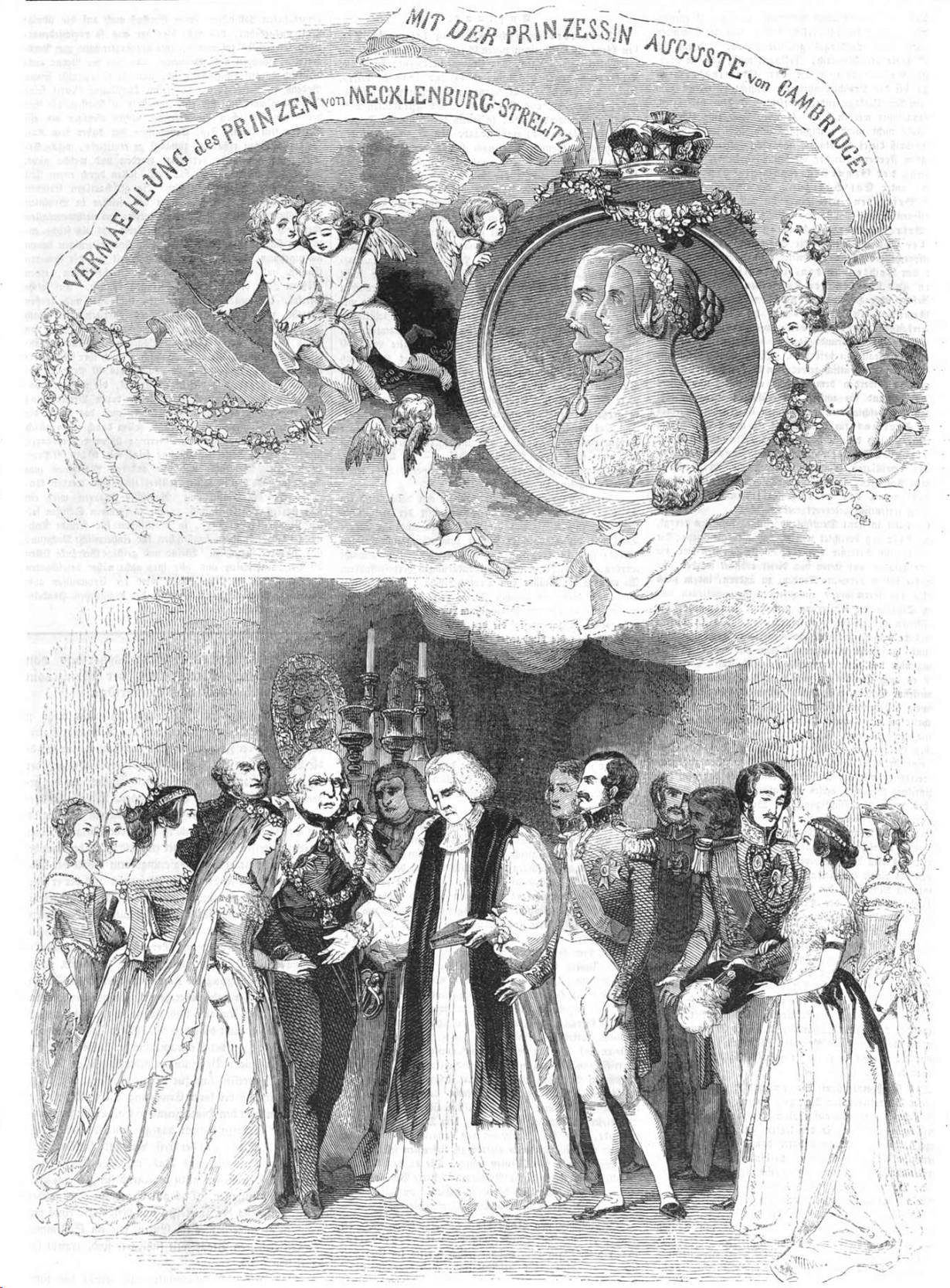
Die Vermaehlung des Prinzen
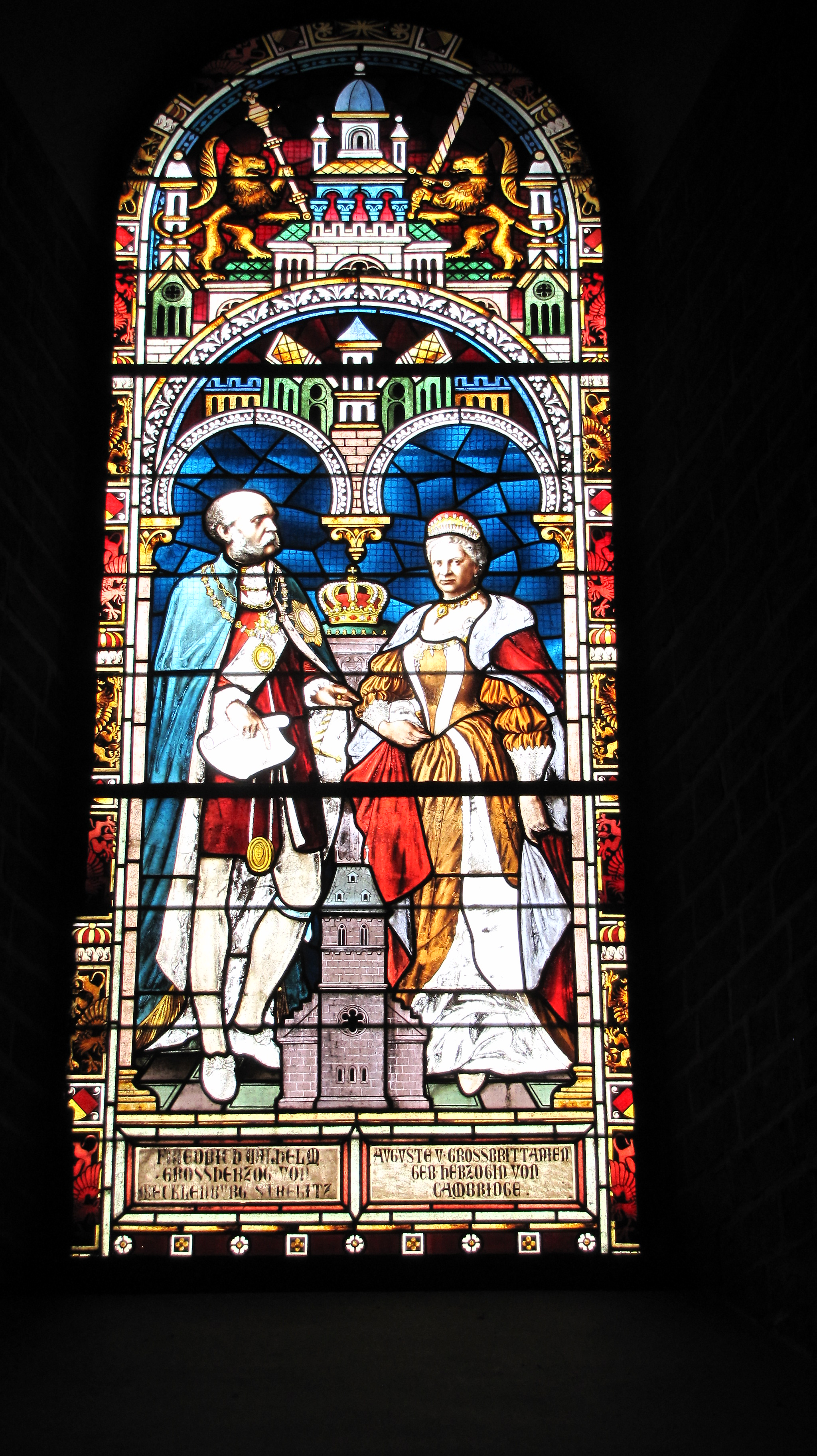
Gestiftetes Chorfenster des Ratzeburger Dom
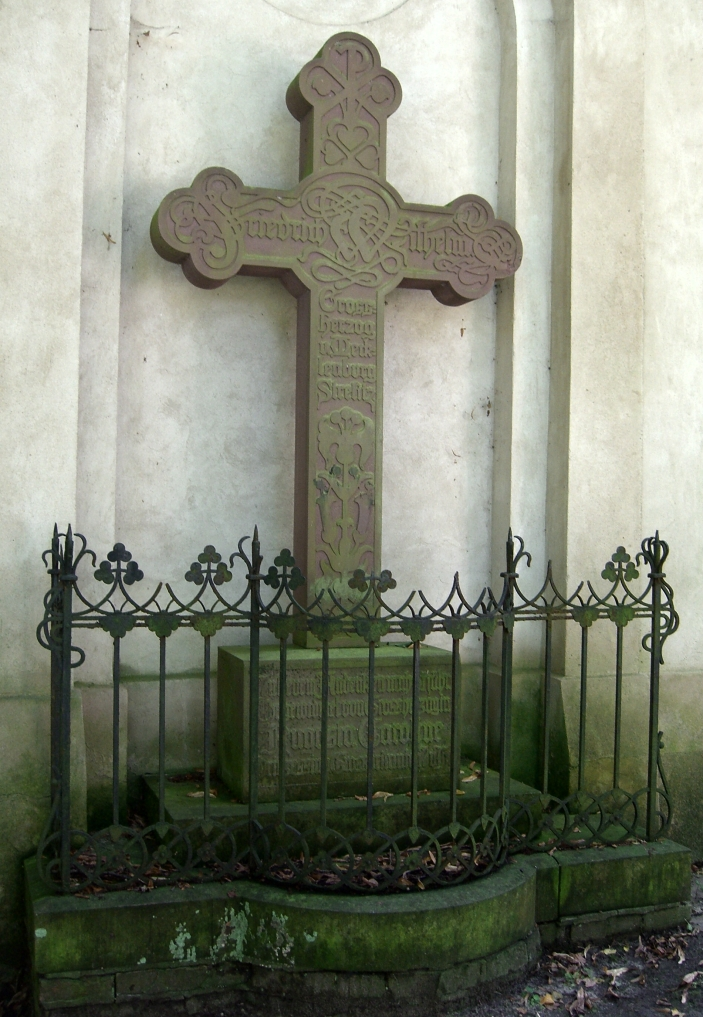
Gedenkkreuz in Mirow
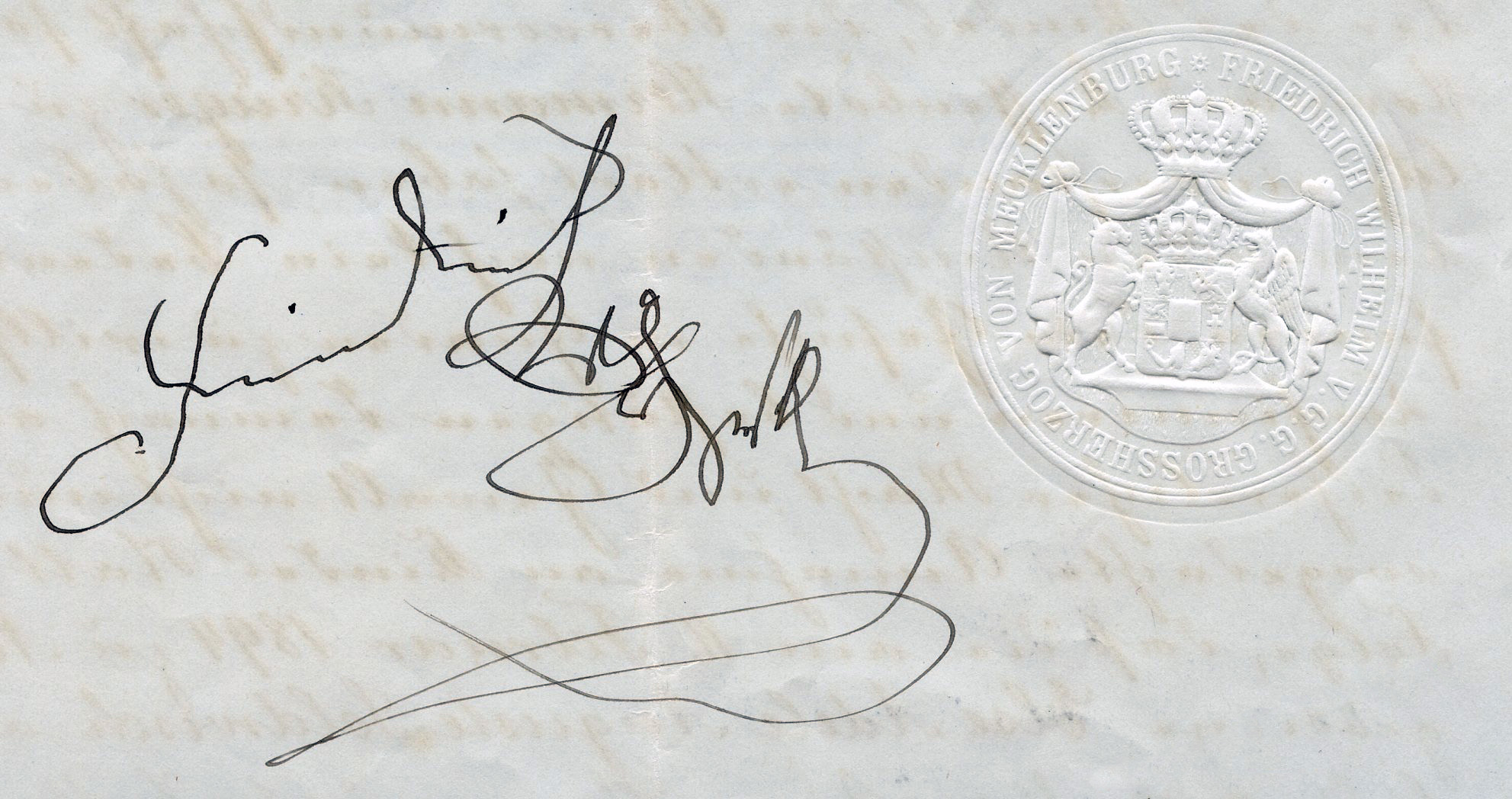
Unterschrift und geprägtes Siegel von Großherzog Friedrich Wilhelm (1899)